# Norges miljø- og biovitenskapelige universitet

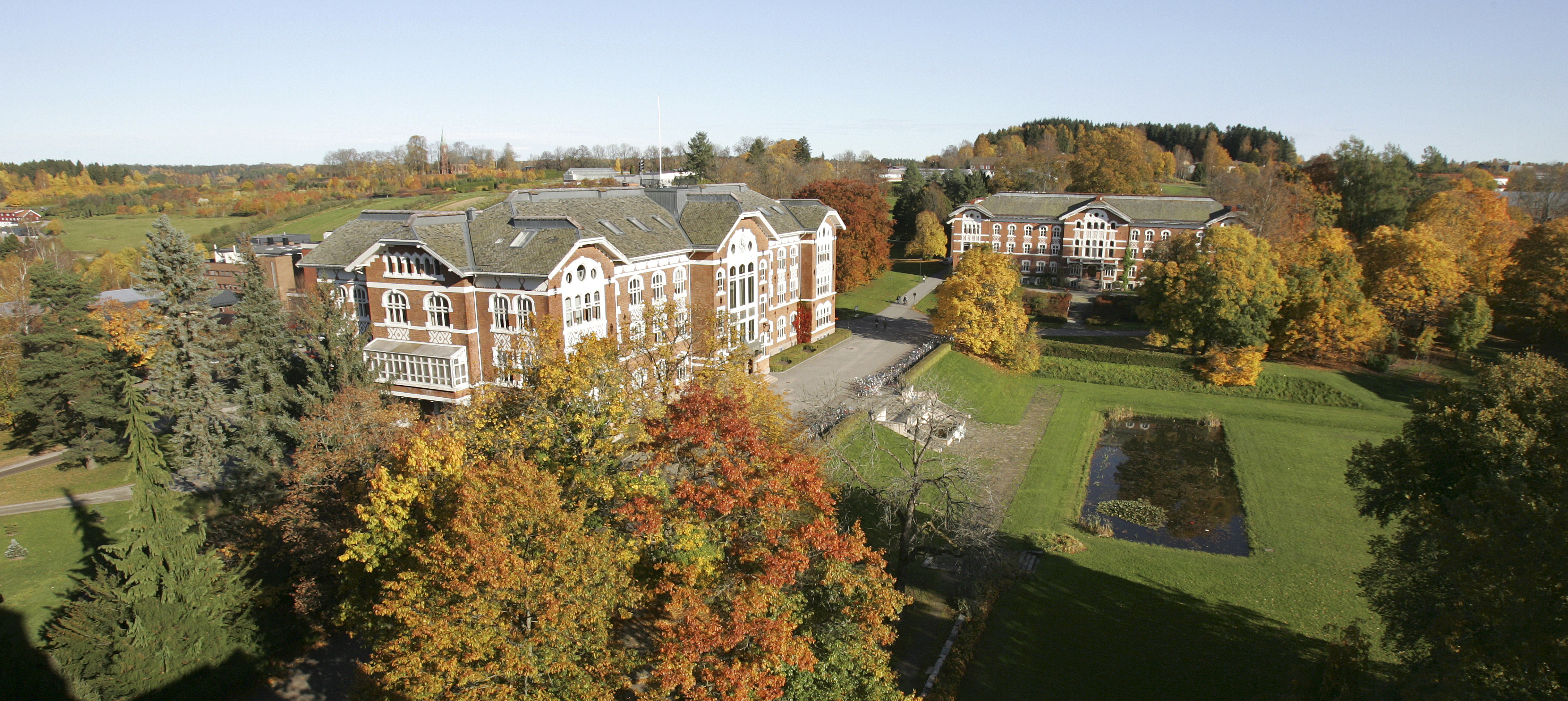
NMBU:s campus i Ås kommun ca 30 km söder om Oslo.

Norges miljø- og biovitenskapelige universitet (NMBU) är ett universitet i Norge med campus i Ås i Ås kommun. NMBU uppstod 2014 efter sammanslagningen av Universitetet for miljø- og biovitenskap (UMB) i Ås och Norges veterinærhøgskole (NVH) i Oslo. UMB grundades 2005 och hade tidigare namnet Norges landbrukshøgskole (NLH). NLH hette ursprungligen Den høiere Landbruksskole paa Aas och grundades 1859. 
Norges veterinærhøgskole (Veterinærhøgskolen) grundades 1935. Den flyttade från Adamstuen i Oslo till Ås våren 2021 och i samband med det byggdes ett nytt djursjukhus.
Då lantbruksskolan grundades var det främst en teoretisk-praktisk skola för blivande lantbrukare, organiserad i överensstämmelse med kursplanen vid Ultuna lantbruksinstitut i Sverige. 1897 omorganiserades skolan till en verklig högskola med avdelningar för lantbruk, trädgårdsskötsel, mejerihantering, skogsbruk och lantmäteri. 1919 genomgick högskolan en grundläggande omorganisation efter godkännande av Stortinget, då högskolan även blev en forskningsanstalt och med en omfattande nybyggnation vid skolan.